# Belgijska Pro League
Belgijska Pro League, iz sponzorskih razloga znana kao Jupiler Pro League, prvoligaško je klupsko nogometno natjecanje u Belgiji. U ligi se natječe 16 klubova od sezone 2023./24.
Sezona traje od kraja srpnja do kraja ožujka, a timovi igraju po 30 utakmica u regularnoj sezoni, a zatim jedno od dvaju doigravanja ovisno o poziciji nakon 30. kola. U prvom doigravanju natječe se šest najboljih klubova u regularnoj sezoni, pri čemu svaki klub igra međusobno dvaput. Momčadi koje završe na 15. i 16. mjestu ispadaju izravno, a momčad koja je ostvarila 14. mjestu igra doigravanje protiv trećeplasiranog tima Challenger Pro Leaguea, lige drugog ranga.
Ligu je 1895. osnovao Kraljevski belgijski nogometni savez, a prvi prvak bio je FC Liégeois. Od 74 kluba koji su se natjecali u prvoj ligi od njezina osnutka, 16 ih je osvojilo titulu prvaka Belgije. Anderlecht je najuspješniji klub lige s 34 naslova, a slijede Club Brugge (19), Union Saint-Gilloise (11) te Standard Liège (10). Trenutno je 8. najbolja liga Europe po koeficijentu. Liga je bila 3. kada je UEFA prvi put objavila poredak 1979., a također i sljedeće godine, što je najbolji plasman koji je liga ikada postigla.

## Rana povijest

### Početak (1895. – 1914.)
Prva liga u Belgiji održana je u sezoni 1895./96. kao turnir sa sedam momčadi: Antwerp FC, FC Brugeois, FC Liégeois, RC de Bruxelles, Léopold Club de Bruxelles, SC de Bruxelles te Union d'Ixelles. FC Liégeois postao je prvi nogometni prvak Belgije. Prvih osam naslova u belgijskom nogometu su osvojili FC Liégeois i RC de Bruxelles. U to vrijeme nije postojao sustav napredovanja i ispadanja, ali posljednja dva kluba (FC Brugeois i Union d'Ixelles) su se povukla i novi klub je ušao u natjecanje (Athletic and Running Club de Bruxelles. Tijekom sezone 1896./97., SC de Bruxelles se povukao, tako da je sezonu 1897./98. igralo pet klubova. U sezonama 1898./99. i 1899./00. nogometni savez uveo je novi format s dvije lige najviše ranga i finalnom igranom u dvije utakmice. Format se promijenio u sezoni 1900./01. kada je uspostavljena jedna liga s devet klubova. Format s dvije lige ponovno je postojao od sezone 1901./02. do sezone 1903./04., ovaj put sa završnim utakmicama između dvije najbolje momčadi iz svake lige (sveukupno četiri momčadi). Godine 1904./05. prvenstvo je organizirano s jednom ligom od 11 momčadi. Athletic and Running Club de Bruxelles povukao se tijekom sezone, a od sezone 1906. uveden je sustav napredovanja i ispadanja s pobjednikom druge lige koji je zamjenjivao posljednjeplasiranu momčad prve lige. 
U sezoni 1906./07., Union Saint-Gilloise osvojio je svoj četvrti uzastopni naslov kao što je to učinio RC de Bruxelles od sezone 1899./00. do sezone 1902./03. Oba su kluba osvojila sljedeća tri naslova prije nego što je CS Brugeois osvojio svoj prvi naslov, završivši jedan bod ispred svog rivala FC Brugeoisa. Na kraju sezone 1907./08., broj momčadi u prvoj ligi povećan je s 10 na 12 klubova. Tada su promovirani prvak promocije RC de Gand i drugoplasirani ESC Forest, a nijedna momčad prve lige nije ispala. Kako se bližio Prvi svjetski rat, Daring Club de Bruxelles je osvojio sezone 1911./12. i 1913./14. Samo im se Union Saint-Gilloise mogao suprotstaviti u tom razdoblju, osvojivši prvenstvo 1912./13. s boljom gol-razlikom. Od 1911./12., dva kluba svake godine ispadaju, a dva kluba napreduju.

## Vječni poredak u doigravanju za prvaka
| Mjesto | Klub           | Sezona | Utakmica | Pobjeda | Nerješeno | Poraza | Bodova | Naslova | Zadnje sudjelovanje |
| ------ | -------------- | ------ | -------- | ------- | --------- | ------ | ------ | ------- | ------------------- |
| 1.     | Club Brugge    | 14     | 128      | 63      | 28        | 37     | 217    | 5       | 2023./24.           |
| 2.     | Anderlecht     | 13     | 122      | 54      | 29        | 39     | 191    | 5       | 2023./24.           |
| 3.     | Genk           | 10     | 92       | 43      | 18        | 31     | 147    | 2       | 2023./24.           |
| 4.     | Standard Liège | 7      | 70       | 33      | 15        | 22     | 114    |         | 2018./19.           |
| 5.     | Gent           | 8      | 80       | 28      | 20        | 23     | 104    | 1       | 2018./19.           |
| 6.     | Zulte Waregem  | 5      | 50       | 12      | 11        | 27     | 47     |         | 2016./17.           |
| 7.     | Antwerp        | 5      | 38       | 11      | 7         | 20     | 40     | 1       | 2023./24.           |
| 8.     | Charleroi      | 3      | 30       | 7       | 8         | 15     | 29     |         | 2017./18.           |
| 9.     | Kortrijk       | 3      | 30       | 8       | 5         | 17     | 29     |         | 2014./15.           |
| 10.    | Union SG       | 3      | 22       | 8       | 5         | 9      | 27     |         | 2023./24.           |
| 11.    | Oostende       | 2      | 20       | 6       | 5         | 9      | 23     |         | 2016./17.           |
| 12.    | Lokeren        | 3      | 30       | 4       | 7         | 19     | 19     |         | 2013./14.           |
| 13.    | Cercle Brugge  | 1      | 10       | 3       | 4         | 3      | 13     |         | 2023./24.           |
| 14.    | Sint-Truiden   | 1      | 10       | 3       | 4         | 3      | 13     |         | 2009./10.           |

## Naslovi prvaka
| Klub                   | Broj osvojenih prevnstava | Broj drugih mjesta | Godine kad su bili prvaci |
| ---------------------- | ------------------------- | ------------------ | --- |
| RSC Anderlecht         | 34                        | 21                 | 1946./47., 1948./49., 1949./50., 1950./51., 1953./54., 1954./55., 1955./56., 1958./59., 1961./62., 1963./64., 1964./65., 1965./66., 1966./67., 1967./68., 1971./72., 1973./74., 1980./81., 1984./85., 1985./86., 1986./87., 1990./91., 1992./93., 1993./94., 1994./95., 1999./00., 2000./01., 2003./04., 2005./06., 2006./07., 2009./10., 2011./12., 2012./13., 2013./14., 2016./17. |
| Club Brugge KV         | 19                        | 24                 | 1919./20., 1972./73., 1975./76., 1976./77., 1977./78., 1979./80., 1987./88., 1989./90., 1991./92., 1995./96., 1997./98., 2002./03., 2004./05., 2015./16., 2017./18., 2019./20., 2020./21., 2021./22., 2023./24. |
| R Union Saint-Gilloise | 12                        | 10                 | 1903./04., 1904./05., 1905./06., 1906./07., 1908./09., 1909./10., 1912./13., 1922./23., 1932./33., 1933./34., 1934./35., 2024./25. |
| Standard Liège         | 10                        | 13                 | 1957./58., 1960./61., 1962./63., 1968./69., 1969./70., 1970./71., 1981./82., 1982./83., 2007./08., 2008./09. |
| K Beerschot VAC        | 7                         | 7                  | 1921./22., 1923./24., 1924./25., 1925./26., 1927./28., 1937./38., 1938./39. |
| Racing de Bruxelles    | 6                         | 4                  | 1896./97., 1899./00., 1900./01., 1901./02., 1902./03., 1907./08. |
| R Antwerp FC           | 5                         | 11                 | 1928./29., 1930./31., 1943./44., 1956./57., 2022./23. |
| RFC Liège              | 5                         | 3                  | 1895./96., 1897./98., 1898./99., 1951./52., 1952./53. |
| Daring de Bruxelles    | 5                         | 4                  | 1911./12., 1913./14., 1920./21., 1935./36., 1936./37. |
| KV Mechelen            | 4                         | 5                  | 1942./43., 1945./46., 1947./48., 1988./89. |
| KRC Genk               | 4                         | 4                  | 1998./99., 2001./02., 2010./11., 2018./19. |
| K Lierse SK            | 4                         | 2                  | 1931./32., 1941./42., 1959./60., 1996./97. |
| Cercle Brugge KSV      | 3                         | 0                  | 1910./11., 1926./27., 1929./30. |
| KSK Beveren            | 2                         | 0                  | 1978./79., 1983./84. |
| KAA Gent               | 1                         | 3                  | 2014./15. |
| RWD Molenbeek          | 1                         | 0                  | 1974./75. |
| K Berchem Sport        | 0                         | 3                  | |
| R Charleroi SC         | 0                         | 1                  | |
| KSC Lokeren            | 0                         | 1                  | |
| SV Zulte Waregem       | 0                         | 1                  | |
| K Sint-Truiden VV      | 0                         | 1                  | |
| R Léopold Club         | 0                         | 1                  | |
| ROC de Charleroi       | 0                         | 1                  | |
| KRC Mechelen           | 0                         | 1                  | |
| K Beringen FC          | 0                         | 1                  | |

## Vanjske poveznice
- (in Dutch) Jupiler Pro League official website
- (in Dutch) Pro League official website
- (in German, English, French, and Dutch) The Belgian Football Association official website
- (in French) Sport website – On the Jupiler League
- (in English) League321.com – Belgian Football League Tables, Records & Statistics Database.
- (in English) Pluto website – Belgian football history
- (in English) RSSSF archive – All time tables
- (in English) Football results  Arhivirana inačica izvorne stranice od 31. srpnja 2013. (Wayback Machine) Archived 31 July 2013 at the Wayback Machine – Belgium football statistics